# Campeonato Uruguayo de Primera División "B" 1950
El Campeonato Uruguayo de Segunda División 1950 fue la novena edición del torneo de segunda categoría profesional del fútbol de Uruguay.

## Posiciones
| Puesto | Equipo      | Pts. | PJ | PG | PE | PP | GF | GC | Dif. |
| ------ | ----------- | ---- | -- | -- | -- | -- | -- | -- | ---- |
| 1º     | Defensor    | 26   | 14 | 13 | 0  | 1  | 52 | 19 | 33   |
| 2º     | Sud América | 16   | 14 | 7  | 2  | 5  | 29 | 30 | -1   |
| 3º     | Racing      | 14   | 14 | 5  | 4  | 5  | 28 | 28 | 0    |
| 4º     | Fénix       | 13   | 14 | 5  | 3  | 6  | 34 | 35 | -1   |
| 5º     | Progreso    | 12   | 14 | 4  | 4  | 6  | 23 | 24 | -1   |
| 6º     | Miramar     | 12   | 14 | 4  | 4  | 6  | 22 | 29 | -7   |
| 7º     | Canillitas  | 11   | 14 | 4  | 3  | 7  | 18 | 25 | -7   |
| 8º     | Artigas     | 8    | 14 | 2  | 4  | 8  | 17 | 33 | -16  |

## Promedios
El ascenso y el descenso se definió por los promedios entre los puntos conseguidos en el torneo y en el campeonato anterior. Para Defensor solo se contabilizaron los puntos de este torneo por haber descendido en el campeonato anterior, al igual que para Fénix, por haber ascendido de la divisional intermedia.
| Puesto | Equipo      | Promédio |
| ------ | ----------- | -------- |
| 1º     | Defensor    | 26.0     |
| 2º     | Racing      | 17.5     |
| 3º     | Sud América | 16.0     |
| 4º     | Progreso    | 14.0     |
| 5º     | Fénix       | 13.0     |
| 6º     | Miramar     | 10.5     |
| 6º     | Artigas     | 10.5     |
| 8º     | Canillitas  | 9.5      |

## Resultados
| Defensor   | 4-0 | Progreso    |
| Canillitas | 2-0 | Artigas     |
| Fénix      | 4-2 | Sud América |
| Racing     | 1-1 | Miramar     |

| Sud América | 3-1 | Artigas    |
| Progreso    | 4-2 | Fénix      |
| Racing      | 3-2 | Defensor   |
| Miramar     | 2-1 | Canillitas |

| Canillitas  | 3-3 | Racing   |
| Defensor    | 8-3 | Fénix    |
| Artigas     | 2-1 | Miramar  |
| Sud América | 4-1 | Progreso |

| Racing     | 2-0 | Artigas     |
| Fénix      | 4-1 | Miramar     |
| Canillitas | 2-1 | Progreso    |
| Defensor   | 4-1 | Sud América |

| Fénix       | 4-3 | Racing     |
| Sud América | 2-1 | Canillitas |
| Defensor    | 4-0 | Miramar    |
| Progreso    | 3-0 | Artigas    |

| Defensor    | 3-0 | Canillitas |
| Sud América | 2-1 | Miramar    |
| Racing      | 4-1 | Progreso   |
| Fénix       | 2-2 | Artigas    |

| Defensor    | 5-0 | Artigas    |
| Sud América | 1-1 | Racing     |
| Fénix       | 4-0 | Canillitas |
| Miramar     | 2-2 | Progreso   |

| Progreso    | 0-1 | Defensor   |
| Artigas     | 0-2 | Canillitas |
| Sud América | 1-0 | Fénix      |
| Miramar     | 3-0 | Racing     |

| Artigas    | 1-3 | Sud América |
| Fénix      | 1-1 | Progreso    |
| Defensor   | 2-1 | Racing      |
| Canillitas | 0-0 | Miramar     |

| Racing   | 3-2 | Canillitas  |
| Fénix    | 3-4 | Defensor    |
| Miramar  | 2-2 | Artigas     |
| Progreso | 1-2 | Sud América |

| Artigas     | 3-0 | Racing     |
| Miramar     | 2-0 | Fénix      |
| Progreso    | 2-0 | Canillitas |
| Sud América | 3-4 | Defensor   |

| Racing     | 1-2 | Fénix       |
| Canillitas | 0-0 | Sud América |
| Miramar    | 0-3 | Defensor    |
| Artigas    | 0-0 | Progreso    |

| Canillitas | 2-3 | Defensor    |
| Miramar    | 7-3 | Sud América |
| Progreso   | 2-2 | Racing      |
| Artigas    | 3-3 | Fénix       |

| Artigas    | 3-5 | Defensor    |
| Racing     | 4-2 | Sud América |
| Canillitas | 3-2 | Fénix       |
| Progreso   | 5-0 | Miramar     |